# Urlau (Leutkirch im Allgäu)
Urlau ist ein Wohnplatz in der Gemarkung Herlazhofen, einem Ortsteil der Großen Kreisstadt Leutkirch im Allgäu im Landkreis Ravensburg.

## Geographie
Der Ort liegt rund fünf Kilometer südlich der Leutkircher Stadtmitte. Westlich von Urlau fließt die Eschach. Im Süden befindet sich das Naturschutzgebiet Taufach- und Fetzachmoos mit Urseen.

## Geschichte
Urlau wurde erstmals urkundlich im Jahr 834 als Urallon sowie im Jahr 879 als Urion erwähnt. Die Kirche in Urlau wurde ebenfalls im Jahr 879 erwähnt. Das Kloster St. Gallen besaß einst Besitzungen im Ort, bis im 15. Jahrhundert der Besitz auf die Herren von Hohentann überging und dann an das Kloster Kempten. Im Jahr 1723 waren zumeist bäuerliche Eigengüter in Urlau verzeichnet. Mit der Vereinödung im Jahr 1751 entstanden die Ortsteile Berger, Missen, Urlau-Oberösch, Urlau-Unterösch und Vesterhof.
Die Kirche kam über die Herren von Hohentann, die sie als Lehen des Hochstifts Würzburg hatten, an die Memminger Familie Ammann. Schließlich kam der Ort über die Augsburger Familie Feuchtwekk an die Herren von Laubenberg und 1700 an die Deutschordenskommende Altshausen.
Zwischen 1874 und 1976 verfügte Urlau über einen Haltepunkt an der Bahnstrecke Herbertingen–Isny. Im Urlauer Tann wurde im Zweiten Weltkrieg eine große Munitionsanstalt gebaut, die „Muna Urlau“, auf deren Gelände sich seit 2018 der „Center Parc Allgäu“ befindet.

## Sehenswürdigkeiten
- St. Martinus (Urlau)

## Persönlichkeiten
- Pauline Andrinet (1904–1999), Dienstmagd, Küchenhilfe, Erntehelferin und Tagelöhnerin